# Nadar
Nadar, pseudonimo di Gaspard-Félix Tournachon (Parigi, 5 o 6 aprile 1820 – Parigi, 20 marzo 1910), è stato un fotografo, caricaturista, giornalista, romanziere e pioniere del volo aerostatico francese.
È noto soprattutto come pioniere della fotografia; realizzò inoltre le prime foto aeree.

## Biografia

### Inizi

Animazione di 12 immagini de "l'autoritratto rotante" di Nadar

Figlio dello stampatore e libraio Victor Tournachon (1771-1837) e di Thérèse Maillet (1794-1860), nacque il 5 o il 6 aprile 1820 a Parigi. Dopo aver trascorso l'infanzia a Lione, seguendo gli spostamenti della famiglia (originaria di quella città), il giovane Gaspard-Félix ritornò nella capitale per studiare medicina al College Bourbon. A causa della morte del padre, tuttavia, fu costretto a interrompere la sua formazione scientifica e, per guadagnarsi da vivere, intraprese a Lione la carriera di giornalista: dopo le prime esperienze editoriali, tuttavia, si trasferì nuovamente a Parigi, città che poteva offrirgli più opportunità, e iniziò a collaborare con giornali di moda. Grazie al suo carattere estroverso entrò in contatto con gli ambienti della Bohème parigina, stringendo amicizia con Gérard de Nerval, Charles Baudelaire e Théodore de Banville. Nel frattempo si assunse persino la direzione di una rivista, che tuttavia chiuse dopo pochi numeri a causa di ingenti dissesti finanziari.
Adottò per la prima volta lo pseudonimo di "Nadar" intorno al 1838. Constatato il proprio fallimento come giornalista, scoprì la propria vena come caricaturista e - abbandonata la penna per la matita calligrafica - nel 1846 iniziò la sua collaborazione con il giornale satirico Le Corsair-Satan. Alla vigilia della rivoluzione del 1848, ottenne la consacrazione pubblicando il suo primo lavoro su Le Charivari, altro importantissimo giornale satirico, e nel 1849 iniziò la sua attività con Le Revue Comique, colpendo con il proprio scherno caustico e tagliente vari episodi e personaggi dell'epoca, come i bonapartisti.

### L'astro della fotografia

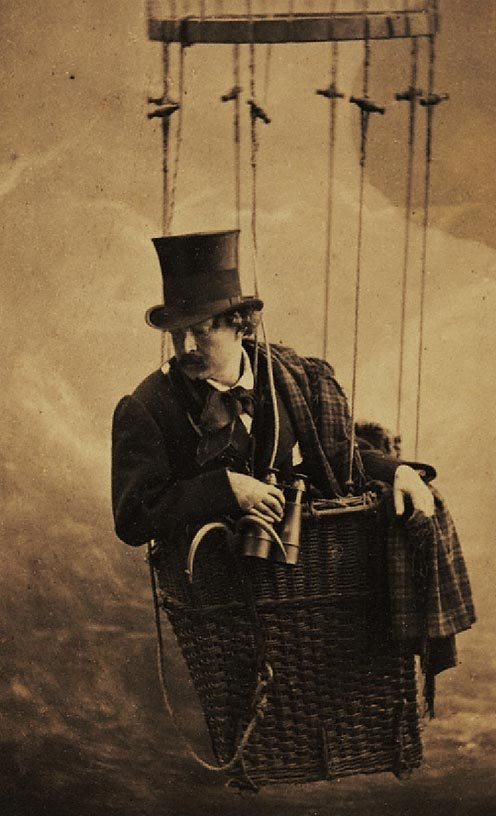
Autoritratto di Nadar in un aerostato

Dopo un'infelice esperienza al fronte polacco, dove giunse imbevuto di patriottismo sotto il falso nome di «Nadarsky» (venne poi catturato e messo ai lavori forzati), Nadar approdò finalmente alla fotografia, disciplina nella quale avrebbe poi eccelso. Il suo incontro con la fotografia si deve alle difficoltà economiche che tormentavano il fratello Adrien, il quale - su consiglio dello stesso Nadar - si accostò all'atelier di Gustave Le Gray, un fotografo che godeva di grandissima popolarità nella Parigi del tempo, nella prospettiva di imparare un mestiere fruttuoso. Mosso da un'atavica attrazione per le novità tecnologiche e per la sperimentazione, anche Nadar si interessò alla fotografia e, dopo aver fruito degli insegnamenti di Bertsch e di Arnaud, subito inaugurò un atelier presso la propria dimora, dove abitava con la madre.
A partire dal 1854 Nadar iniziò a dedicarsi alla sua prima opera fotografica significativa, il Panthéon Nadar, un'imponente galleria di foto dove passò in rassegna le maggiori personalità del tempo, come Charles Baudelaire, Gioachino Rossini ed Édouard Manet. Nel 1860 Nadar aveva ormai acquisito notorietà nazionale, non solo per la titanica impresa del Panthéon, ma anche grazie alle altre iniziative delle quali si rese protagonista. Nel 1858, per esempio, solcò con una mongolfiera i cieli di Parigi, e in questo modo poté sperimentare le potenzialità della fotografia aerea.
Nadar fu in effetti un appassionato amante dell'aerostatica. Costruì un enorme (6 000 m³) pallone ad aria calda, battezzato Le Géant (Il gigante), ispirando l'amico Jules Verne a scrivere il romanzo Cinque settimane in pallone (Cinq semaines en ballon). Il fallimento di Le Géant lo convinse che il futuro dell'aeronautica sarebbe appartenuto ai mezzi più «pesanti dell'aria», istituendo nel 1863 un consorzio per la loro promozione (nella quale rivestiva la carica di presidente e Verne di segretario), in seno al quale compì in aerostato diverse ascensioni nel cielo della Francia e della Germania. Fu anche fonte di ispirazione per il personaggio di Michel Ardan, protagonista del romanzo proto fantascientifico Dalla Terra alla Luna di Verne. Nadar coniugò la passione per l'aerostatica anche al proprio patriottismo, partecipando nel 1870-71 alla difesa di Parigi insieme ad altri aerostieri nell'ambito della guerra franco-prussiana.
Nadar fondò il proprio atelier al nº 35 di Boulevard des Capucines, per poi passare nel 1872 al nº 51 di Rue d'Anjou St. Honoré, locazione meno prestigiosa ma certamente più economica. L'altro studio, anche se veniva gestito dalla moglie Ernestine Costance Lefèvre (che sposò nel 1854) e dal figlio Paul, veniva comunque utilizzato dal Nadar per manifestazioni culturali e artistiche di rilievo. Basti per tutti l'esempio della prima mostra collettiva dei pittori impressionisti, che venne organizzata il 15 aprile 1874 da alcuni artisti destinati a divenire celeberrimi, come Claude Monet, Edgar Degas, Pierre-Auguste Renoir e altri; ebbene, quest'esposizione venne ospitata proprio nei locali dello studio di Boulevard des Capucines, che Nadar mise gratuitamente a disposizione del gruppo di giovani artisti, come attestato di stima verso quel modo di dipingere così innovativo.
Nei suoi ultimi anni di vita Nadar, trasferitosi in campagna insieme alla moglie, abbandonò la fotografia e si cimentò nella letteratura, scrivendo un libro denominato Quand j'étais photographe. Morì il 20 marzo 1910 a Parigi, stroncato da una grave forma di broncopolmonite, e venne sepolto nel cimitero di Père-Lachaise.

## Stile

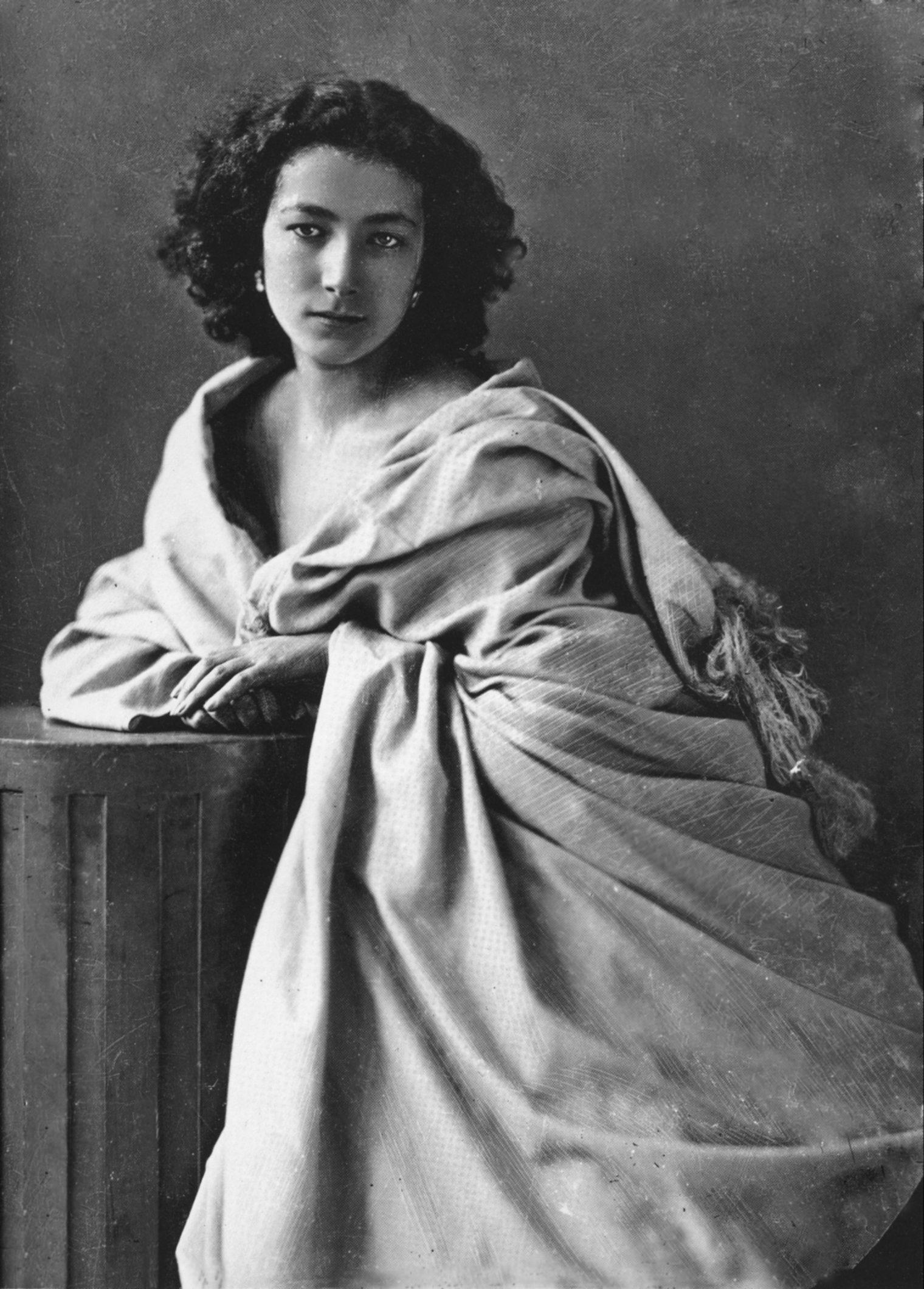
Nadar, Ritratto di Sarah Bernhardt (1865); fotografia

Intellettuale, pittore, caricaturista e aeronauta, Nadar fu tra i primi a cogliere le straordinarie potenzialità della neonata arte fotografica e a favorirne lo sviluppo, diventandone così in breve tempo uno degli interpreti più sensibili e autorevoli.
Il campo nel quale Nadar raggiunse i risultati più significativi fu la ritrattistica, dove si distinse per le sue abilità compositive e per la compenetrazione psicologica con la quale si rapportava al soggetto, doti che lo equiparavano del tutto a un buon pittore. Nadar, infatti, sapeva valutare e gestire il contesto nel quale si andava a scattare la foto, predisponendo con grande abilità la luce ambientale (sia questa naturale e artificiale) e il modo con cui essa interagiva con i volumi.
(Nadar)
Nadar, inoltre, si relazionava con i suoi soggetti con grande sensibilità: amava parlare con loro, così da farli sentire a proprio agio e da cogliere con maggiore facilità i loro stati d'animo. Aveva una cura maniacale per i dettagli, e predisponeva vari accorgimenti mirati a far emergere l'interiorità più profonda della figura ritratta, descrivendo in modo sintetico e non analitico la loro personalità e le loro peculiarità. La poetica di Nadar è particolarmente evidente nel ritratto di Sarah Bernhardt, una delle più grandi attrici teatrali del XIX secolo. Per usare le parole di Giorgio Cricco e Francesco Di Teodoro, «la neutralità dello sfondo, la sapiente sfumatura dei chiaroscuri, l'armoniosità tutt'altro che casuale del panneggio, la posa dolce e pensierosa (appoggiata a un finto rocchio di colonna classica) danno al personaggio un'espressività straordinariamente intensa e malinconica».

## Illustrazioni
- Les Binettes contemporaines[10].
- Les Rêveries d'un étameur.
- Les petites affiches du Tintamarre…, di Joseph Citrouillard, rivedute da Commerson, per fare concorrenza a quelle di Eugène de Mirecourt, ritratti da Nadar, 10 voll., 1854-1855.

Illustrazioni di Nadar per Les Binettes contemporaines di Commerson (1854-1855)
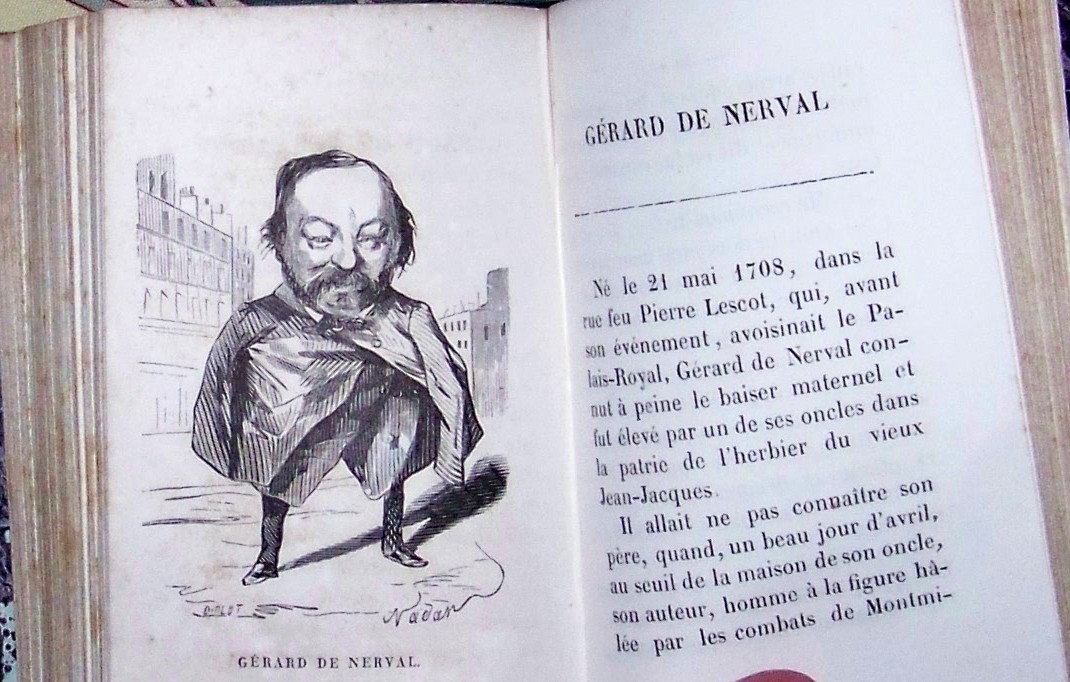
Gérard de Nerval
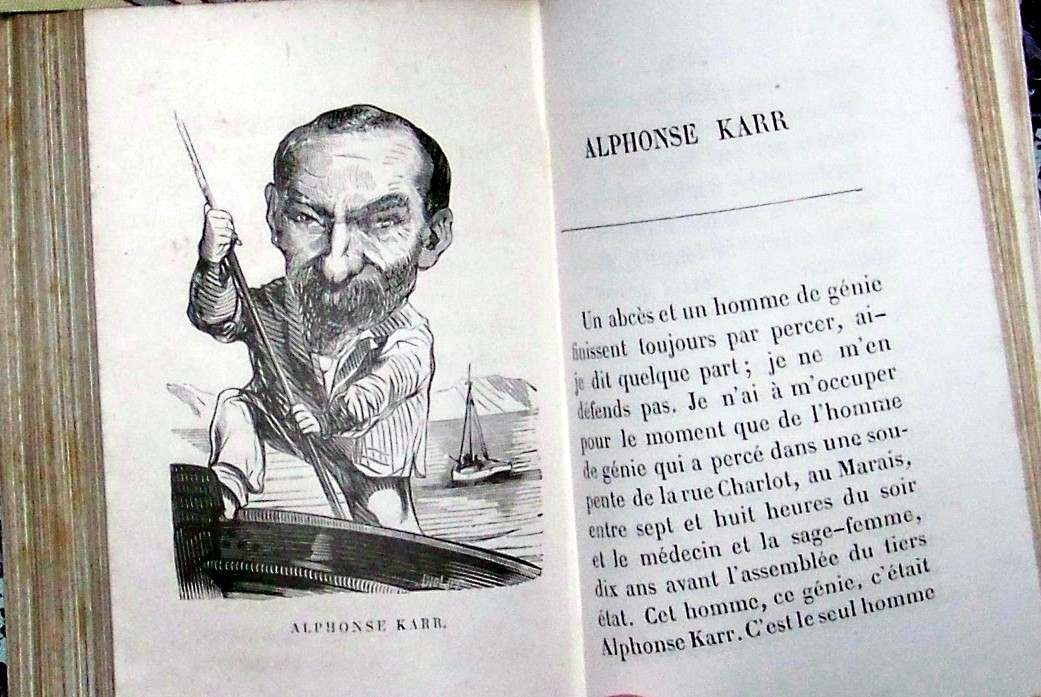
Alphonse Karr
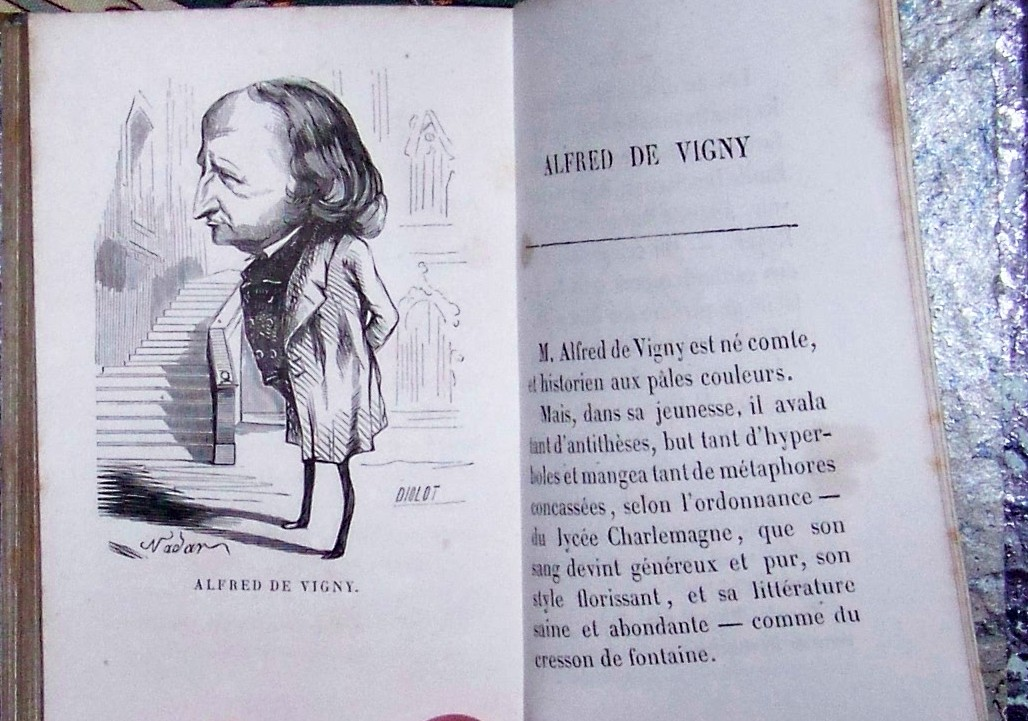
Alfred de Vigny